# Jean-Luc Garin
Jean-Luc Gérard Garin (ur. 27 października 1969 w La Bassée) – francuski duchowny katolicki, biskup Saint-Claude od 2021.

## Życiorys
Święcenia kapłańskie otrzymał 29 czerwca 1997 i został inkardynowany do archidiecezji Lille. Pracował głównie jako duszpasterz parafialny. W latach 2006–2020 był też wykładowcą seminarium w Lille, a w latach 2012–2020 pełnił funkcję jego rektora. W latach 2006–2015 odpowiadał za formację stałą kapłanów.
10 grudnia 2020 papież Franciszek mianował go ordynariuszem diecezji Saint-Claude. Sakry biskupiej udzielił mu 14 lutego 2021 arcybiskup Jean-Luc Bouilleret.